# Bureau des Égalités gouvernementales
Le Bureau des Égalités gouvernementales (Government Equalities Office ou GEO) est un ancien département exécutif du Royaume-Uni.
Il avait la responsabilité de l'égalité des sexes, avec la responsabilité de fournir des conseils sur toutes les autres formes d'égalité (y compris l'âge, la race, l'orientation sexuelle et handicap) à d'autres ministères du gouvernement britannique. Il est notamment chargé de l'exécution de l'Equality Act 2010 à la suite du rapport sur les discriminations.
Il a été fusionné avec le Home Office puis le département de la Culture, des Médias et du Sport en 2012.